# Herbert Otto (Schriftsteller)
Herbert Otto (* 15. März 1925 in Breslau; † 24. August 2003 in Ahrenshoop) war ein deutscher Schriftsteller.

## Leben
Herbert Otto war der Sohn eines Arbeiters und einer Näherin. Nach dem Besuch der Volksschule absolvierte er eine kaufmännische Lehre in Breslau und arbeitete anschließend als Angestellter bei einer Bank. Am 4. Mai 1943 beantragte er die Aufnahme in die NSDAP und wurde rückwirkend zum 20. April desselben Jahres aufgenommen (Mitgliedsnummer 9.602.127). Von 1943 bis 1944 nahm er als Angehöriger der Wehrmacht am Zweiten Weltkrieg teil. Er geriet in rumänische, dann in sowjetische Kriegsgefangenschaft, aus der er 1948 entlassen wurde. Nach dem Besuch der Antifa-Zentralschule in Moskau kehrte er 1949 nach Deutschland zurück. In der DDR wirkte er als Funktionär der Gesellschaft für Deutsch-Sowjetische Freundschaft, als Dramaturg und als Lektor im Verlag Kultur und Fortschritt. Anschließend lebte er als freier Schriftsteller in Kleinmachnow, später in Potsdam.
Herbert Otto war Verfasser von Romanen, Reiseberichten und Essays. Sein Debüt Die Lüge ist die stark autobiografisch gefärbte Geschichte der Wandlung eines Wehrmachtssoldaten im Verlauf seiner Kriegsgefangenschaft in der Sowjetunion. Die späteren Werke Ottos haben meist den DDR-Alltag zum Thema: Der Roman Zeit der Störche schildert die Probleme und Konflikte junger Arbeiter; Zum Beispiel Josef ist die Geschichte der Eingliederung eines Abenteurers und Ex-Fremdenlegionärs in die DDR-Gesellschaft; Der Traum vom Elch ist ein erotischer Gesellschaftsroman.
Herbert Otto war Mitglied des Schriftstellerverbandes der DDR. Innerhalb dieser Organisation war er Vorsitzender des Bezirksverbandes Potsdam und Mitglied des Vorstandes des Gesamtverbandes. Ab 1987 gehörte er dem PEN-Zentrum der DDR, später dem ostdeutschen und schließlich dem PEN-Zentrum Deutschland an.

## Werke
- Die Lüge, Berlin 1956
- Stundenholz und Minarett. Eine moderne Entdeckungsfahrt ins Morgenland. Verlag Volk und Welt, 1958 (mit Konrad Schmidt und Jochen Moll)
- Minarett und Mangobaum, Berlin 1960
- Republik der Leidenschaft, Berlin 1961
- Septemberliebe, Berlin 1961
- Griechische Hochzeit, Berlin [u. a.] 1964
- Zeit der Störche, Berlin [u. a.] 1966
- Zum Beispiel Josef, Berlin [u. a.] 1970
- Die Sache mit Maria, Aufbau Verlag, Berlin [u. a.] 1976
- Der Traum vom Elch, Berlin [u. a.] 1983
- Das Hundeohr, Leipzig 1997

## Herausgeberschaft

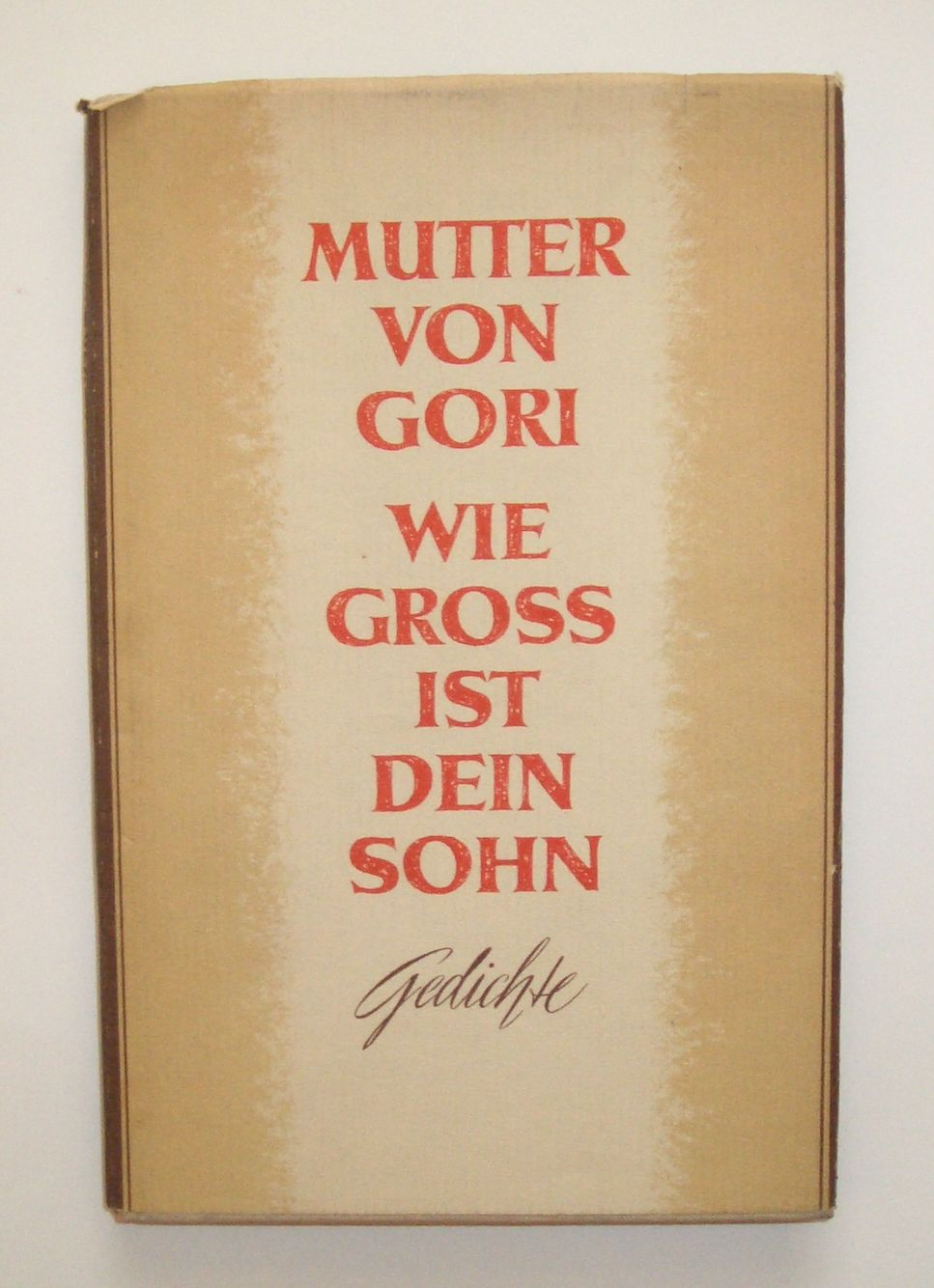
Herbert Otto (Hrsg.): Mutter von Gori – wie groß ist dein Sohn. Deutsche Dichter singen von Stalin.

- Deutsch-sowjetische Freundschaft in der Literatur, Berlin 1950
- Der Kampf für den Frieden – eine Lebensaufgabe, Berlin 1950
- Eine Materialzusammenstellung zur Ausgestaltung der Feiern anläßlich des 71. Geburtstages Generalissimus J. W. Stalins, Berlin 1950
- Gorki – der Begründer des sozialistischen Realismus, Berlin 1951
- Die Junge Garde, Berlin 1952
- Mutter von Gori, wie groß ist dein Sohn, Berlin 1952
- Sowjetschriftsteller über ihr Schaffen, Berlin 1952
- Über den Roman „Des Friedens Gewähr“ von Stalinpreisträger Wadim Sobko, Berlin 1952
- Über den Roman „Ernte“ von Galina Nikolajewa, Berlin 1952

## Auszeichnungen
- Theodor-Fontane-Preis des Bezirks Potsdam, 1956 und 1961
- Heinrich-Mann-Preis, 1971
- Vaterländischer Verdienstorden in Bronze, 1977[3]
- Nationalpreis der DDR II. Klasse, 1978[4]

## Verfilmungen
- 1961: Septemberliebe
- 1971: Zeit der Störche
- 1974: Zum Beispiel Josef
- 1986: Der Traum vom Elch